# Данвилл (Арканзас)
Данвилл (англ. Danville, Arkansas) — город, расположенный в округе Йелл (штат Арканзас, США) с населением в 2392 человека по статистическим данным переписи 2000 года.

## География
По данным Бюро переписи населения США Данвилл имеет общую площадь в 11,14 квадратных километров, из которых 10,88 кв. километров занимает земля и 0,26 кв. километров — вода. Площадь водных ресурсов округа составляет 2,33 % от всей его площади.
Город Данвилл расположен на высоте 106 метров над уровнем моря.

## Демография
По данным переписи населения 2000 года в Данвилле проживало 2392 человека, 499 семей, насчитывалось 716 домашних хозяйств и 792 жилых дома. Средняя плотность населения составляла около 214 человека на один квадратный километр. Расовый состав Данвилла по данным переписи распределился следующим образом: 65,22 % белых, 1,84 % — чёрных или афроамериканцев, 0,59 % — коренных американцев, 1,30 % — азиатов, 1,71 % — представителей смешанных рас, 29,35 % — других народностей. Испаноговорящие составили 43,48 % от всех жителей города.
Из 716 домашних хозяйств в 35,9 % — воспитывали детей в возрасте до 18 лет, 50,1 % представляли собой совместно проживающие супружеские пары, в 12,4 % семей женщины проживали без мужей, 30,3 % не имели семей. 23,6 % от общего числа семей на момент переписи жили самостоятельно, при этом 13,7 % составили одинокие пожилые люди в возрасте 65 лет и старше. Средний размер домашнего хозяйства составил 3,01 человек, а средний размер семьи — 3,44 человек.
Население города по возрастному диапазону по данным переписи 2000 года распределилось следующим образом: 26,3 % — жители младше 18 лет, 13,8 % — между 18 и 24 годами, 29,4 % — от 25 до 44 лет, 15,9 % — от 45 до 64 лет и 14,6 % — в возрасте 65 лет и старше. Средний возраст жителей составил 30 лет. На каждые 100 женщин в Данвилле приходилось 109,1 мужчин, при этом на каждые сто женщин 18 лет и старше приходилось 106,2 мужчин также старше 18 лет.
Средний доход на одно домашнее хозяйство в городе составил 26 506 долларов США, а средний доход на одну семью — 29 185 долларов. При этом мужчины имели средний доход в 17 122 доллара США в год против 16 604 доллара среднегодового дохода у женщин. Доход на душу населения в городе составил 12 533 доллара в год. 17,5 % от всего числа семей в округе и 21,2 % от всей численности населения находилось на момент переписи населения за чертой бедности, при этом 26,9 % из них были моложе 18 лет и 9,5 % — в возрасте 65 лет и старше.